# Krigsåret 1738

## Pågående krig
- Korsikanska upproret (1733-1743)[1]

- Polska tronföljdskriget (1733-1738)[2]
  - Polen (under Stanisław Leszczyński), Osmanska riket, Frankrike, Spanien, Savojen på ena sidan
  - Polen (under August III), Ryssland, Sachsen och Österrike på andra sidan

- Portugisiska Marathakriget (1737-1741)[3]

- Rysk-turkiska kriget (1735-1739)[4]
  - Ryssland på ena sidan
  - Osmanska riket på andra sidan

### Fotnoter
1. ↑  ”WHKMLA”. http://www.zum.de/whkmla/military/18cen/corsica17551769.html. Läst 30 juni 2011.
2. ↑  ”World Statesmen”. http://www.worldstatesmen.org/WARS.html. Läst 28 juni 2011.
3. ↑  ”KMLA”. http://www.zum.de/whkmla/military/18cen/pmaratha17371741.html. Läst 4 juli 2011.
4. ↑  ”WHKMLA”. http://www.zum.de/whkmla/military/18cen/russturk173539.html. Läst 30 juni 2011.